# Rociana del Condado
Rociana del Condado är en kommun i Spanien.   Den ligger i provinsen Provincia de Huelva och regionen Andalusien, i den sydvästra delen av landet, 400 km sydväst om huvudstaden Madrid. Antalet invånare är 7 634. Arean är 72 kvadratkilometer. Rociana del Condado gränsar till Almonte.
Terrängen i Rociana del Condado är platt.